# Lapinsaari (ö i Finland, Kymmenedalen)
Lapinsaari är en ö i Finland. Den ligger i sjön Rapojärvi och Haukkajärvi och i kommunen Kouvola i den ekonomiska regionen  Kouvola ekonomiska region  och landskapet Kymmenedalen, i den södra delen av landet, 130 km nordost om huvudstaden Helsingfors. Öns area är 0,6 hektar och dess största längd är 100 meter i sydöst-nordvästlig riktning.